# Eduardo Dibós Dammert
Eduardo Dibós Dammert (Pacasmayo, 28 de enero de 1897-Lima, 5 de junio de 1987) fue un político y deportista peruano de las décadas de 1930 y 1950. Fue alcalde de Lima en dos periodos (1938-1940 y 1950-1952); y ministro de Fomento y Obras Públicas (1958-1959).

## Biografía
Eduardo Dibós Dammert nació en Pacasmayo en 1897, hijo de Eduardo Dibós Pflücker y Guillermina Dammert Alarco. Es nieto de la filántropa Juana Alarco Espinoza de Dammert.
Estudió en el Instituto de Lima y luego en el Horst College, Yorkshire, Inglaterra. 
Se casó el 20 de diciembre de 1920 con Rina Chappuis Castagnino. Se casó en segundas nupcias con Esmeralda de Mier Guerrero (Bisnieta de Joaquín de Mier y Benítez). Fue padre del también alcalde limeño Eduardo Dibós Chappuis; también de Iván Dibós, teniente-alcalde de Lima, miembro del Comité Olímpico Internacional y expresidente del Instituto Peruano del Deporte con rango ministerial; y de Ida Dibós Chappuis, madre de la voleibolista Natalia Málaga.
En 1931, fue hecho gerente de la firma Eduardo Dibós, hasta 1942, cuando fue nombrado vicepresidente de la Compañía Goodyear del Perú. Asimismo, desde 1937, fue vicepresidente del Banco Industrial y de la Compañía de Aviación Faucett. Desde 1943, fue miembro del directorio del Banco Central de Reserva y, desde 1940, presidente de la J. Murdoch S.A..
Amante del remo y del básquetbol. Fue Presidente del Comité Olímpico Peruano, COP, y del Comité Nacional del Deporte, precursor del actual Instituto Peruano del Deporte (IPD). Impulsó la participación peruana en los Juegos Olímpicos de Berlín, Alemania en 1936. 
Falleció en su casa, ubicada en el distrito limeño de Santiago de Surco, el 5 de junio de 1987 a los 90 años de arterioesclerosis avanzada  y fue enterrado en el Cementerio Presbítero Maestro.
El Coliseo dedicado al básquetbol de Lima lleva su nombre: Coliseo Eduardo Dibós.

## Condecoraciones
- Orden del Sol, Perú.
- Orden del Cóndor de los Andes, Bolivia.
- Orden de Boyacá, Colombia.
- Legión de Honor, Francia.

| Predecesor: Luis Gallo Porras    | Alcalde Metropolitano de Lima 1938-1940                 | Sucesor: Luis Gallo Porras        |
| Predecesor: Pedro Pablo Martínez | Alcalde Metropolitano de Lima 1950-1952                 | Sucesor: Luis Tomás Larco Ferrari |
| Predecesor: Federico Seminario   | Ministro de Fomento y Obras Públicas del Perú 1958-1959 | Sucesor: Alfonso Rizo Patrón      |

- Datos: Q5340584